# Frank Kingdon-Ward
Frank Kingdon-Ward, eigentlich Francis Kingdon Ward (* 6. November 1885 in Manchester; † 8. April 1958 in Wimbledon) war ein britischer Pflanzensammler. Sein offizielles botanisches Autorenkürzel lautet „Kingdon-Ward“.

## Leben und Wirken
Frank Kingdon-Ward war ein Sohn von Harry Marshall Ward und dessen Frau Selina Mary Kingdon. Er reiste als Pflanzensammler durch den Himalaya und besuchte unter anderem Tibet, China, Burma sowie Indien. Herbrand Russell, 11. Duke of Bedford, unterstützte seine ersten Reisen finanziell. Später wurde er unter anderem von Lawrence Johnston und Lionel de Rothschild unterstützt
Er brachte u. a. Rhododendren, Kamelien, Primeln, Iris, die blaue Mohnblume (Meconopsis betonicifolia) und Lilium arboricola mit nach Europa. 1952 schilderte er seine Erlebnisse im Buch Plant Hunter in Manipur.

## Ehrungen
Ihm zu Ehren wurde die Pflanzengattung Wardaster Small der Familie der Korbblütler (Asteraceae) und Kingdon-Wardia C.Marquand aus der Familie der Enziangewächse (Gentianaceae) benannt. Kingdon-Ward ist auch die Pflanzenzüchtung Pleione humilis 'Frank Kingdon Ward' gewidmet.
Norman Boyd Kinnear beschrieb 1927 den Rosenschwanztrogon (Harpactes wardi). Das Typusexemplar erhielt er von Frank Kingdon-Ward, dem er auch das Artepitheton widmete.
Die Gattung Wardenia King der Familie der Araliengewächse (Araliaceae) wurde dagegen zu Ehren von Charles James Hislop Warden, einem der Autoren von Pharmacographia Indica benannt.
Die Royal Horticultural Society ehrte ihn 1934 mit der Veitch Memorial Medal.